# レイケン
株式会社レイケンは、東京都中央区に本社を置くチラーや水処理装置の製造販売メーカー。

## 概要
- 環境対応全自動冷水・冷温水循環装置を主力として、成形工場における水回り機器の製造販売を行っている。
- 薬品を一切使用しない環境対応の水処理装置の製造販売を行っている。

## その他
関連会社であるカワタの東京営業所がレイケン本社と同じビルに属している。